# Wienbeck (Fluss)
Die Wienbeck ist ein Zufluss des Scharmbecker Bachs in Osterholz-Scharmbeck und gehört damit zum Flusssystem der Hamme.
Der Bach entspringt am südlichen Ende der Langen Heide  bei Scharmbeckstotel im Bereich der Gemarkungen Hahlenbeck, Bahrenwinkel und Bredenberg sowie dem Naturschutzgebiet Reitbruch, fließt dann in südöstlicher Richtung unter der Bundesstraße 74 in den Stadtteil Lintel und mündet dort hinter der Eisenbahnlinie Bremen-Bremerhaven in den Scharmbecker Bach. Die Länge der Wienbeck beträgt etwa 3 km.